# Unjha
Unjha è una suddivisione dell'India, classificata come municipality, di 53.868 abitanti, situata nel distretto di Mehsana, nello stato federato del Gujarat. In base al numero di abitanti la città rientra nella classe II (da 50.000 a 99.999 persone).

## Geografia fisica
La città è situata a 23° 48' 0 N e 72° 24' 0 E e ha un'altitudine di 110 m s.l.m..

## Società

### Evoluzione demografica
Al censimento del 2001 la popolazione di Unjha assommava a 53.868 persone, delle quali 28.425 maschi e 25.443 femmine. I bambini di età inferiore o uguale ai sei anni assommavano a 5.512, dei quali 3.233 maschi e 2.279 femmine. Infine, coloro che erano in grado di saper almeno leggere e scrivere erano 41.410, dei quali 22.773 maschi e 18.637 femmine.